# Teen Wolf (1.ª temporada)
A primeira temporada de Teen Wolf, uma série americana de drama sobrenatural, foi desenvolvida por Jeff Davis vagamente baseada no filme de 1985 de mesmo nome, que estreou em 5 de junho de 2011 seguindo o MTV Movie Awards e foi concluída em 15 de agosto do mesmo ano.

## Sinopse
O protagonista, Scott McCall (Tyler Posey), é um adolescente comum, que sofre de asma e vive com sua mãe solteira na cidade de Beacon Hills. Numa noite, ele e seu melhor amigo Stiles Stilinski (Dylan O'Brien), o filho do xerife local, Sheriff Stilinski (Linden Ashby), descobrem que a metade de um cadáver foi encontrado pela polícia na floresta. Os dois partem para encontrar a outra metade, mas Scott é atacado e mordido por um lobisomen. Com sua recém-encontrada licantropia, Scott ganha habilidades sobrenaturais, como maior velocidade e sentidos aguçados, permitindo-lhe destacar-se como o capitão da equipe de lacrosse. Ele ganha o respeito da garota popular, Lydia Martin (Holland Roden), e a inveja de seu namorado jogador de lacrosse, Jackson Whittemore (Colton Haynes). Scott também desenvolve um relacionamento romântico com a recém chegada na escola, Allison Argent (Crystal Reed), no entanto ele descobre que seu pai, Chris Argent (JR Bourne), é um caçador de lobisomens.
Scott e Stiles conhecem o lobisomem beta, Derek Hale (Tyler Hoechlin), cuja família morreu em chamas durante um incêndio misterioso em sua casa há 6 anos. Eles encontram a segunda metade do cadáver desaparecido e descobrem que é da irmã de Derek, Laura Hale. Percebendo as conseqüências e os perigos da sua nova vida, Scott é forçado a proteger os seus colegas e entes queridos, incluindo sua namorada Allison, que desconhece a sua pertença a uma família de caçadores de lobisomens.
A cruel tia de Allison, também caçadora de lobisomens, Kate Argent (Jill Wagner), chega à cidade. Derek suspeita que o misterioso chefe de Scott, Dr. Alan Deaton (Seth Gilliam), é o lobisomem Alpha e, embora mais tarde se confirmasse que ele não o é, Alan admite estar ciente do mundo sobrenatural e torna-se aliado de Scott. Jackson descobre que Scott é um lobisomem e elabora um plano para se tornar um lobisomem para rivalizar com o sucesso deste no lacrosse. A identidade do lobisomem Alpha é descoberto: ele é tio de Derek, Peter Hale (Ian Bohen), que foi o único sobrevivente do incêndio. Kate revela a Derek que foi ela quem começou o fogo, além de revelar a existência de lobisomens a Allison.
Chris descobre que Scott é um lobisomem, mas percebe que ele é inocente. Peter morde Lydia, que fica inconsciente, e, mais tarde, descobre-se que ela é misteriosamente imune à mordida. Allison descobre que Scott é um lobisomem, mas isso não muda seus sentimentos românticos sobre ele. Scott descobre que Peter tinha matado Laura para se tornar um lobisomem Alpha. Allison vê que Kate é realmente cruel e impiedosa e Peter vinga-se de Kate, matando-a. No entanto, Derek mata Peter e torna-se o novo lobisomem Alpha. No final, Jackson exige Derek que o morda e Derek acorda.
Adrian Harris (Adam Fristoe), treinador Bobby Finstock (Orny Adams), Danny Mahealani (Keahu Kahuanui), Melissa McCall (Melissa Ponzio) e Victoria Argent (Eaddy Mays) também aparecem durante a temporada.

## Elenco e personagens

### Principal
| Intérprete     | Personagem                    | Episódios |
| -------------- | ----------------------------- | --------- |
| Tyler Posey    | Scott McCall                  | 12        |
| Crystal Reed   | Allison Argent                | 12        |
| Dylan O'Brien  | Mieczyslaw "Stiles" Stilinski | 12        |
| Holland Roden  | Lydia Martin                  | 12        |
| Colton Haynes  | Jackson Whittemore            | 12        |
| Tyler Hoechlin | Derek Hale                    | 11        |

### Recorrentes
| Intérprete       | Personagem            | Episódios |
| ---------------- | --------------------- | --------- |
| Linden Ashby     | Xerife Noah Stilinski | 10        |
| JR Bourne        | Chris Argent          | 10        |
| Jill Wagner      | Kate Argent           | 8         |
| Melissa Ponzio   | Melissa McCall        | 8         |
| Keahu Kahuanui   | Danny Mahealani       | 7         |
| Orny Adams       | Bobby Finstock        | 7         |
| Seth Gilliam     | Dr. Deaton            | 6         |
| Ian Bohen        | Peter Hale            | 6         |
| Eaddy Mays       | Victoria Argent       | 5         |
| Adam Fristoe     | Adrian R. Harris      | 5         |
| Haley Roe Murphy | Laura Hale            | 4         |
| Jamila Thompson  | Harley                | 3         |
| Michael Dane     | Leveque               | 2         |
| Susan Walters    | Natalie Martin        | 2         |

## Episódios
| N.º na série | N.º na temp. | Título                                         | Dirigido por    | Escrito por                                                                                      | Exibição original                        | Audiência (milhões) |
| --- | ------------ | ---------------------------------------------- | --------------- | ------------------------------------------------------------------------------------------------ | ---------------------------------------- | ------------------- |
| 1 | 1            | "Wolf Moon" "A Lua do Lobo"                    | Russell Mulcahy | História por : Jeff Davis, Jeph Loeb & Matthew Weisman Roteiro por : Jeph Loeb & Matthew Weisman | 5 de junho de 2011                       | 2.17                |
| Quando Scott McCall é convencido por seu melhor amigo, Stiles, a participar de uma busca por um cadáver numa floresta, algo sai do escuro e dá-lhe uma mordida. Habilidades estranhas começam a aparecer no dia seguinte, e Scott conhece uma linda garota nova na cidade, Allison, cujos segredos de família podem complicar ainda mais a sua vida. |              |                                                |                 |                                                                                                  |                                          |                     |
| 2 | 2            | "Second Chance at First Line" "Segunda Chance" | Russell Mulcahy | Jeff Davis                                                                                       | 6 de junho de 2011                       | 1.47                |
| Ciente de que se tornou um lobisomem, Scott tem que lidar com caçadores que tentam pegá-lo, um outro lobisomem chamado Derek Hale e a pressão da vida adolescente normal - ao mesmo tempo em que tenta descobrir como jogar o seu primeiro jogo de lacrosse e ter uma segunda chance em um encontro com Allison.                                     |              |                                                |                 |                                                                                                  |                                          |                     |
| 3 | 3            | "Pack Mentality" "Espírito de Alcateia"        | Russell Mulcahy | Jeff Vlaming                                                                                     | 13 de Junho de 2011 17 de Agosto de 2011 | 1.82                |
| Scott e Allison acabam saindo em grupo. Um ataque animal deixa o pai de Stiles à espreita. |              |                                                |                 |                                                                                                  |                                          |                     |
| 4 | 4            | "Magic Bullet" "A Bala Mágica"                 | Toby Wilkins    | Daniel Sinclair                                                                                  | 20 de junho de 2011                      | 1.80                |
| Uma nova caçadora chega à cidade e fere Derek, que certamente irá morrer, a menos que Scott encontre o tipo de bala que causou a lesão. |              |                                                |                 |                                                                                                  |                                          |                     |
| 5 | 5            | "The Tell" "A Dica"                            | Toby Wilkins    | Monica Macer                                                                                     | 27 de junho de 2011                      | 1.68                |
| Jackson e Lydia deparam-se com um lobisomem após pararem em uma vídeo locadora. Mais tarde, Kate tem um confronto com Derek. |              |                                                |                 |                                                                                                  |                                          |                     |
| 6 | 6            | "Heart Monitor" "Monitor Cardíaco"             | Toby Wilkins    | Daniel Sinclair                                                                                  | 4 de julho de 2011                       | 1.21                |
| Scott tenta controlar sua transformação e Derek continua procurando pelo lobisomem alfa. |              |                                                |                 |                                                                                                  |                                          |                     |
| 7 | 7            | "Night School" "Uma Noite na Escola"           | Tim Andrew      | Jeff Vlaming                                                                                     | 11 de julho de 2011                      | 1.66                |
| Scott, Stiles, Allison, Jackson e Lydia são perseguidos pelo Alfa na escola à noite e terão que enfrentar seus medos e lutar para ficar vivos, pois o Alfa quer matá-los. Jackson tem uma experiência estranha por causa do ferimento que o lobisomem causou.                                                                                        |              |                                                |                 |                                                                                                  |                                          |                     |
| 8 | 8            | "Lunatic" "Lunático"                           | Tim Andrew      | Monica Macer                                                                                     | 18 de julho de 2011                      | 1.76                |
| A caçada começa para descobrir o paradeiro de Derek, enquanto isso Stiles tenta ajudar Scott a controlar sua transformação, quando a lua cheia está se aproximando pela segunda vez desde que Scott foi mordido. |              |                                                |                 |                                                                                                  |                                          |                     |
| 9 | 9            | "Wolf's Bane" "Acônito"                        | Tim Andrew      | Jonathon Roessler                                                                                | 25 de julho de 2011                      | 1.93                |
| Jackson procura um profissional para ver sua ferida no pescoço. Allison começa a questionar o comportamento estranho de sua família. |              |                                                |                 |                                                                                                  |                                          |                     |
| 10 | 10           | "Co-Captain" "Co-capitão"                      | Russell Mulcahy | Jeff Vlaming                                                                                     | 1 de agosto de 2011                      | 1.49                |
| Scott se esforça para proteger as pessoas que ele ama, incluindo Allison, que está começando a seguir pistas sobre sua história familiar. Enquanto isso, Stiles está ficando cada vez mais perto de resolver o mistério por trás da família de Derek.                                                                                                |              |                                                |                 |                                                                                                  |                                          |                     |
| 11 | 11           | "Formality" "O Baile"                          | Russell Mulcahy | Monica Macer                                                                                     | 8 de agosto de 2011                      | 1.74                |
| Scott fica proibido de ir ao baile, e arranja outra pessoa para ir com Allison, mesmo assim ele comparece para proteger seus amigos; Stiles leva Lydia ao baile, mas as coisas não acabam bem; o segredo de Scott é descoberto. |              |                                                |                 |                                                                                                  |                                          |                     |
| 12 | 12           | "Code Breaker" "Quebrador de Código"           | Russell Mulcahy | Jeff Davis                                                                                       | 15 de agosto de 2011                     | 2.08                |
| Preso em uma guerra entre caçadores e lobisomens, Scott procura ajuda de amigos e inimigos. |              |                                                |                 |                                                                                                  |                                          |                     |